# Adam Johann von Krusenstern
Adam Johann Christoph Adolf Cavaliere von Krusenstern (Hagudi, 19 novembre 1770 – Kiltsi, 24 agosto 1846) è stato un ammiraglio ed esploratore estone d'origine svedese.
Nacque a Hagudi, presso Rapla, in Estonia, da una famiglia aristocratica baltica d'origine svedese e discendente della nobile famiglia dei von Krusenstern.
Nel 1787 divenne ufficiale nella Marina Imperiale Russa e servì contro l'impero svedese; successivamente visitò l'America, l'India e la Cina tra il 1793 e il 1799.
Nel 1802 propose allo zar Alessandro I un progetto di circumnavigazione russa del globo, e sotto il patrocinio dello stesso zar e del barone Nikolaj Petrovič Rezanov, finanziò una spedizione composta da due navi: la Nadežda (chiamata precedentemente Leander), comandata da von Krusenstern stesso e da un giovane ufficiale, Otto von Kotzebue, e la Neva (precedentemente Thames), comandata dal capitano di corvetta Jurij Fëdorovič Lisjanskij. Le due navi partirono da Kronštadt nell'agosto del 1803 e si tennero in mare dal 1803 al 1806, esplorando in particolare le acque settentrionali dell'Oceano Pacifico.
Tornato dal viaggio, von Krusenstern presentò allo zar un rapporto dettagliato, Reise um die Welt in den Jahren 1803, 1804, 1805 und 1806 auf Befehl Sener Kaiserliche Majëstat Alexanders des Esten auf dei Schiffen Nadeshada un Newa. Esso venne pubblicato a San Pietroburgo nel 1810, a Berlino nel 1811 e a Londra nel 1813; grazie al suo carattere molto costruttivo, preciso e dettagliato, fu apprezzatissimo e usatissimo in tutti gli ammiragliati europei e tradotto in svariate lingue.
Un suo nuovo lavoro scientifico (in cui era incluso un atlante dell'Oceano Pacifico) fu pubblicato a San Pietroburgo nel 1827. Nello stesso anno fu promosso ammiraglio e gli venne conferito l'Ordine di San Vladimiro e venne nominato membro onorario dell'Accademia russa delle scienze; nel 1816 era stato nominato membro dell'Accademia Reale Svedese delle Scienze. Nel 1837 l'Accademia russa delle scienze gli assegnò il Premio Demidoff.
Morì nella sua tenuta di Kiltsi nella nativa Estonia e fu sepolto nel Duomo di Tallinn.